# Fernando Asencio
Fernando Rodrigo Asencio (Buenos Aires, 15 de abril de 1972) es un político argentino. Fue subsecretario de Asuntos Nacionales del Ministerio de Relaciones Exteriores (2019-2021) y subsecretario de Asuntos Internacionales del ministerio de Desarrollo Social (2021-2022). Previamente, se desempeñó como concejal de La Matanza desde 2009 hasta 2018 y diputado nacional desde 2018 hasta 2019.

## Primeros años
Nació el 15 de abril de 1972, en el barrio porteño de Mataderos. Fue el tercero de los cuatro hijos de Ángel Ricardo Asencio y María Angélica Minguila en una familia de clase media. Su padre fue militante peronista. Su tío Julio Asencio fue un reconocido militante peronista de La Matanza.
Cursó sus estudios primarios en el Instituto Ricardo Gutiérrez ubicado en San Justo. Hizo su educación secundaria en un colegio privado y en la E.E.M. N.° 20, ambos ubicados en San Justo. Estudió en la Universidad de Lomas de Zamora y realizó diversos cursos en la Universidad Torcuato Di Tella.

## Carrera política
Fue presidente de la juventud de la Agrupación Fe Justicialista y luego titular de la agrupación. Desde 2007 hasta 2008 fue asesor del presidente provisional del Senado de la Nación, José Pampuro.

### Concejal de La Matanza (2009-2018)
En 2009 fue elegido concejal por el Partido Federal, dentro de Unión-PRO. Al asumir, fue elegido vicepresidente del Concejo Deliberante. Asencio era el referente de Felipe Solá en el municipio.
Fue concejal y vicepresidente del Honorable Concejo Deliberante.
En 2011 fue candidato a intendente por la Unión para el Desarrollo Social (UDESO), representando al sector interno referenciado en Francisco de Narváez.
En 2013, Asencio abandonó el PRO-Peronismo y alineado con Felipe Solá se incorporó al Frente Renovador liderado por Sergio Massa. Por ese espacio fue reelegido como concejal ese mismo año.
En 2015 conformó la nómina de candidatos a diputados nacionales por la provincia de Buenos Aires por la coalición Unidos por una Nueva Alternativa (UNA). En las elecciones de octubre, la coalición no logró los votos necesarios para que Asencio obtenga una banca en la Cámara de Diputados.
En 2017 fue elegido concejal por la alianza 1País.
Tras el fallecimiento del diputado nacional Alberto Roberti en mayo de 2018, y al ser el siguiente en la lista presentada en las elecciones de 2015, le correspondía a Asencio reemplazarlo en la banca. Pidió una licencia en su cargo de concejal en La Matanza para asumir la banca en el Congreso de la Nación.
En 2023 de la mano de Juntos por el Cambio fue precandidato a concejal de La Matanza por la Lista de Evolución que postulaba a Josefina Mendoza intendente y a nivel nacional apoyaba a Horacio Rodríguez Larreta como presidente. Sin embargo perdió contra la Lista interna de la Fuerza del Cambio que lleva a a Lalo Creus como intendente.

### Diputado nacional (2018-2019)
Asumió su banca el 23 de mayo de 2018, perteneciendo inicialmente al interbloque Federal Unidos por una Nueva Argentina.
A los pocos días de asumir fue uno de los expositores en la sesión histórica sobre la despenalización del aborto. Votó a favor del proyecto de Ley de Interrupción Voluntaria del Embarazo que obtendría la media sanción de la cámara el 14 de junio de 2018.
Fue uno de los diputados liderados por Felipe Solá que en octubre de 2018 rompieron con el bloque parlamentario Federal Unidos por una Nueva Argentina para conformar el interbloque Red por Argentina.
Integró las comisiones de Energía y Combustibles, de Peticiones, Poderes y Reglamento, de Población y Desarrollo Humano y de Seguridad Interior, siendo vocal en las cuatro.

### Ministerio de Relaciones Exteriores (2019-2021) y de Desarrollo Social (2021-2022)
En diciembre de 2019, con la llegada de Felipe Solá al frente del Ministerio de Relaciones Exteriores, Comercio Internacional y Culto, Asencio fue designado como subsecretario de Asuntos Nacionales del ministerio. Tras la salida de Solá del ministerio en septiembre de 2021, fue nombrado provisoriamente en el cargo, hasta que fue designado en un puesto en el Ministerio de Desarrollo Social comandado por Juan Zabaleta.
En noviembre de 2022 renunció.